# Skagi
Skagi är en halvö i republiken Island. Den ligger i regionen Norðurland vestra, i den nordvästra delen av landet.

## Topografi
Halvöns spets, Skagaheiði, är ganska platt. Däremot reser sig bergen till cirka 750 m ö.h. söderut. Kusterna är mestadels låglänta och har inga vikar.

## Geologi
Fram till för cirka 7 miljoner år sedan gick den då aktiva sprickzonen från Snæfellsnes över Skagihalvön och därifrån in i Norra ishavet. På den tiden var det aktiv vulkanism på Skagi. Därefter gick sprickzonen åt öster.